# Mộ

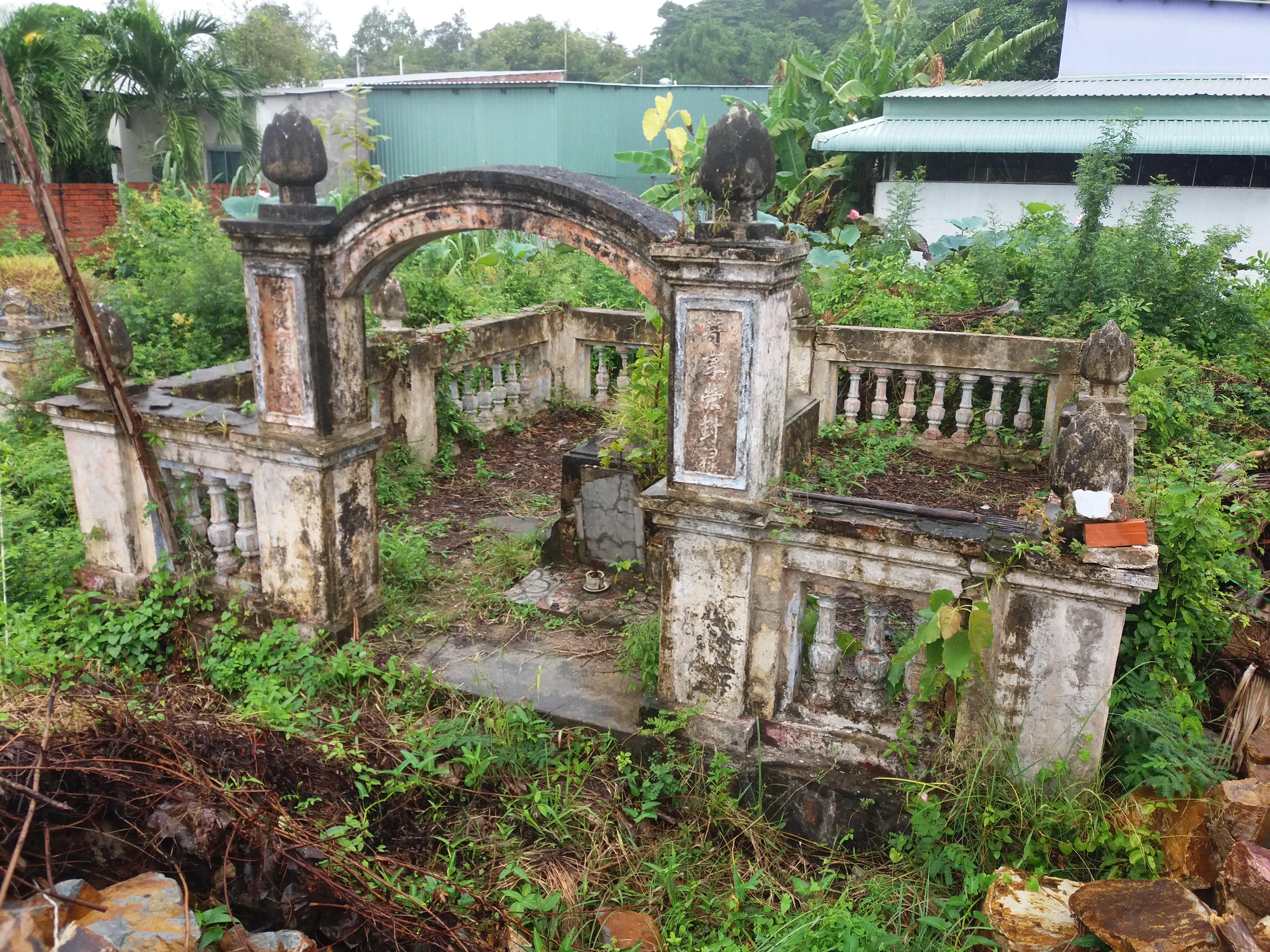
Một ngôi mộ ở Việt Nam

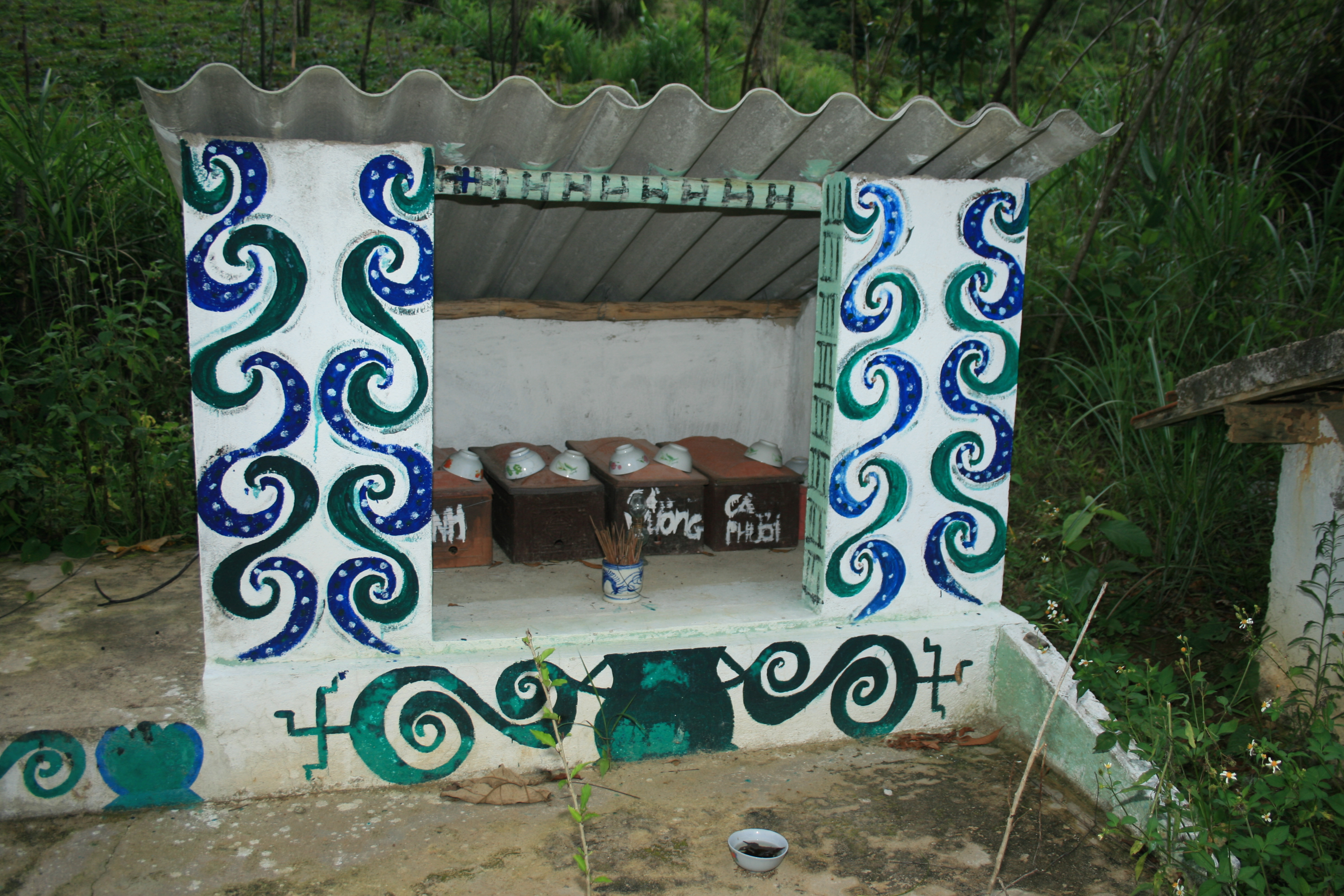
Một khu mộ của người Tà Ôi sau khi cải táng (bốc mộ)

Mộ (đồng nghĩa: mồ hay mả hay còn gọi chung là mồ mả, hay còn gọi là nơi chôn cất) là nơi người chết được chôn cất hay còn được gọi là nơi người đã vĩnh viễn ra đi an nghỉ theo hình thức mai táng (khi đã chôn cất xuống đất gọi là mộ phần hay phần mộ thường được đắp có bia đá hoặc cắm Thánh giá nếu người mất là giáo dân). Những nơi chôn cất mồ mả hoang vu vắng lặng ít được coi sóc được gọi là nghĩa địa hay bãi tha ma. Là một phương thức táng người đã khuất phổ biến toàn thế giới theo hình thức địa táng, mộ thường nằm tập trung ở các nghĩa trang hoặc nằm riêng lẻ, với xác người chết hoặc tro đốt xác chôn bên dưới. Mộ có cái có nhà mồ hoặc có quy mô bề thế hơn được gọi là lăng hay lăng mộ, lăng tẩm (thường dùng để nơi cất giữ di hài của vua chúa và danh nhân). Mộ thường chứa đựng những đồ vật dấu tích cho các nhà khảo cổ về cuộc sống và văn hóa của các thời kỳ trước đó. Trong một vài tôn giáo, người ta tin rằng thể xác cần phải nguyên vẹn thì linh hồn mới tồn tại và trong một vài tôn giáo khác, sự phân hủy hoàn toàn của thể xác rất quan trọng cho sự yên nghỉ của những linh hồn người đã khuất (Do Thái giáo).

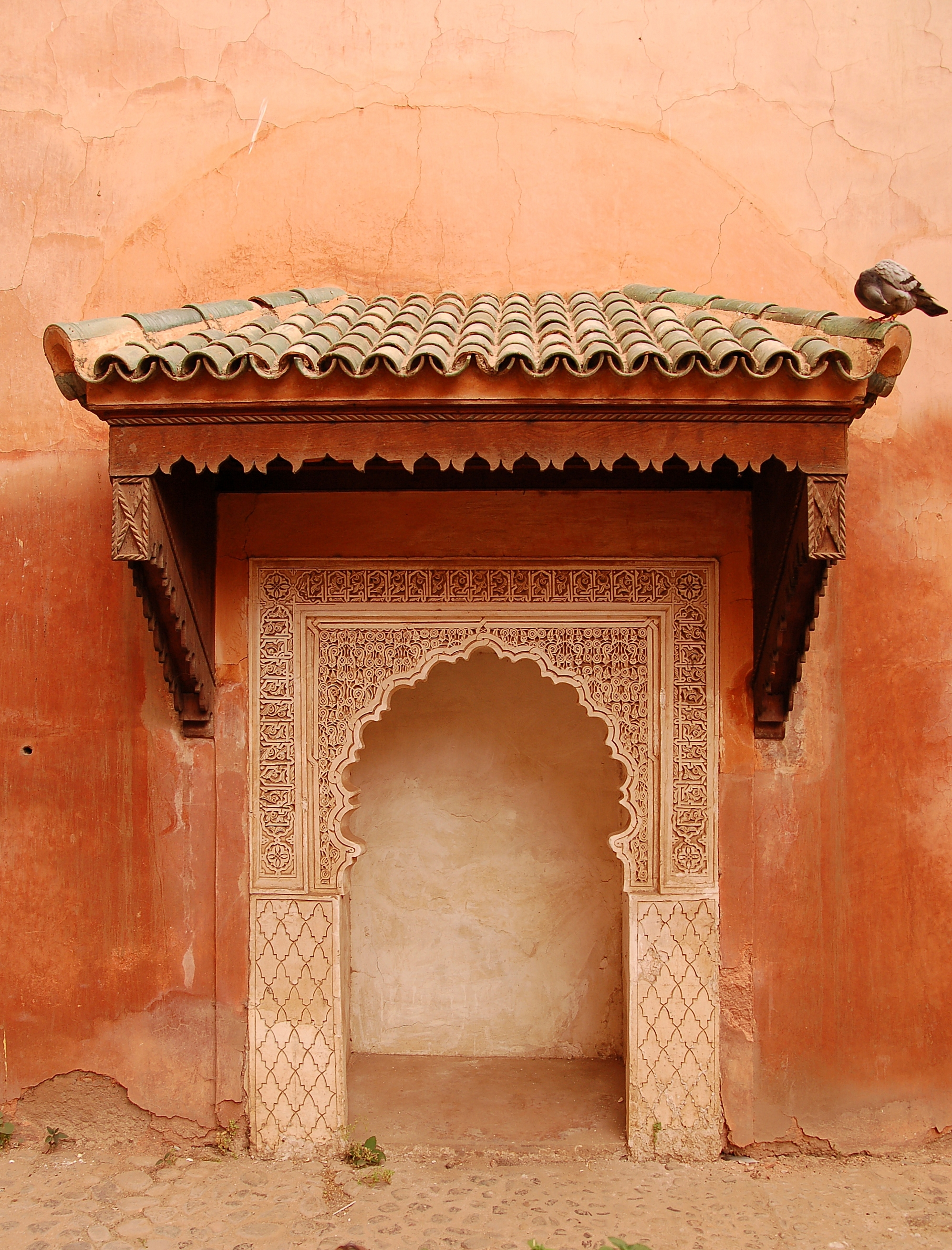
Một ngôi mộ ở Marrakech, Maroc

Mộ táng cổ Việt Nam đa dạng về cấu trúc (nấm, huyệt, quách, quan tài) nhưng không phải mộ nào cũng đầy đủ. Quách và quan tài là yếu tố chính để phân loại.
Ba loại hình mộ táng nổi bật:

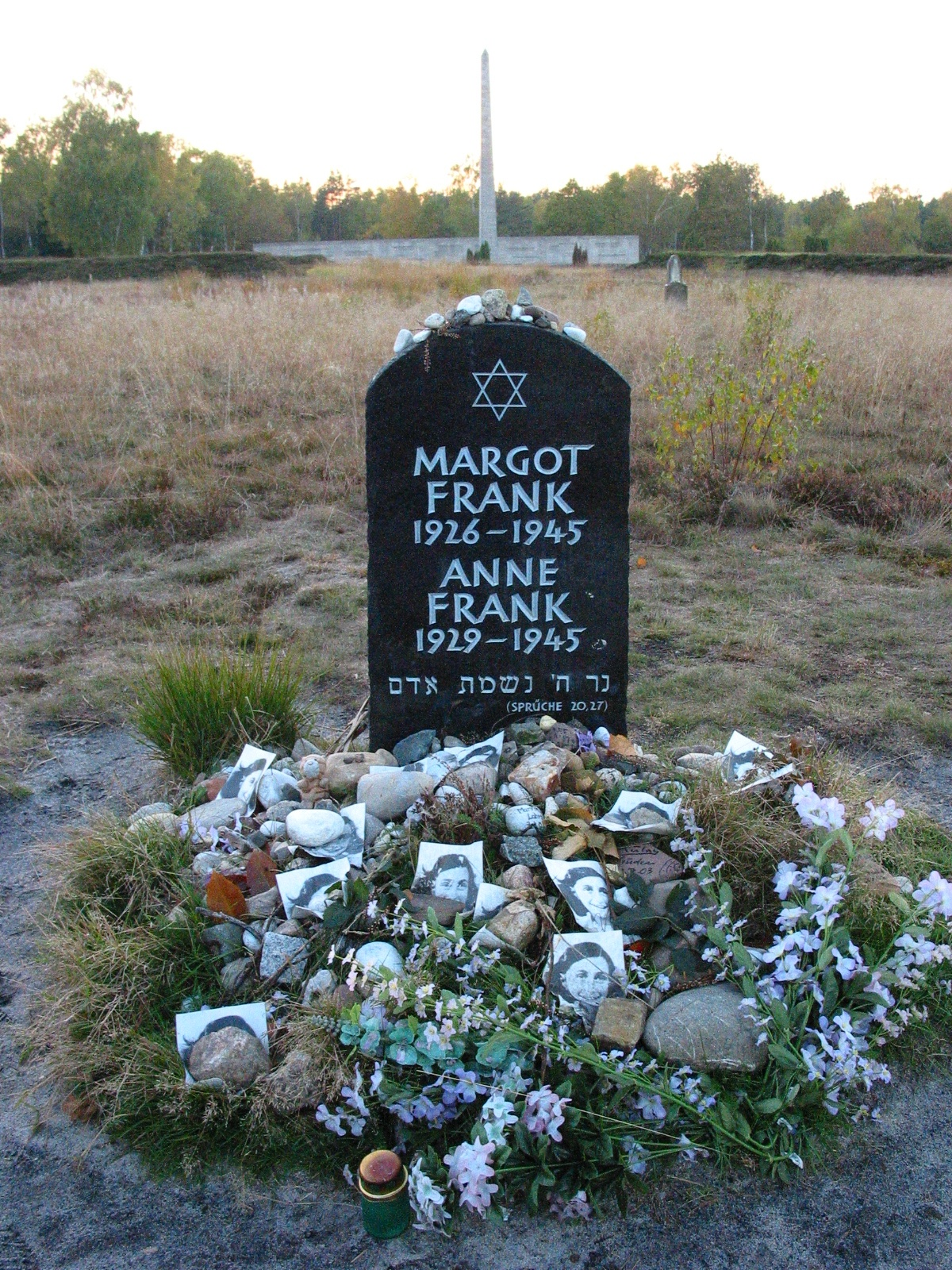
Ngôi mộ giả tưởng niệm Anne Frank và chị gái, Margot Frank, những nạn nhân nổi tiếng của Holocaust

1. Mộ thuyền (Mộ quan tài hình thuyền): Phổ biến của người Việt cổ, thường ở ven biển và đồng bằng Bắc Bộ, gần đây phát hiện ở Nghệ Tĩnh. Đặc trưng là quan tài hình thuyền đặt trên mặt bùn, không có gò, không có huyệt (trừ một trường hợp nghi vấn).
2. Mộ gạch cuốn vòm: Cấu trúc đồ sộ bằng gạch lớn, cuốn vòm, bên trong có hoặc dấu vết quan tài, phủ nấm mộ lớn. Thường tập trung ở các khu vực liên quan đến thời Bắc thuộc.
3. Mộ quách gỗ hình cũi: Quách gỗ cấu trúc như cũi, thường có quan tài bên trong.